# Cladopodiella fluitans
Cladopodiella fluitans là một loài rêu tản trong họ Cephaloziaceae. Loài này được (Nees) Jörg. miêu tả khoa học lần đầu tiên năm 1934.